# Pandora's Box (OMD)
Pandora's Box är en låt av den brittiska gruppen Orchestral Manoeuvres in the Dark utgiven 1991 som den andra singeln från albumet Sugar Tax. Låten är inspirerad av stumfilmstjärnan Louise Brooks och titeln syftar på hennes mest kända film Pandora's Box från 1929. Den nådde 7:e plats på brittiska singellistan och blev en stor framgång i flera europeiska länder, bland annat 7:a på Sverigetopplistan, 7:a i Österrike och 11:a i Tyskland.
Pandora's Box blev 2:a på Trackslistan i september 1991 och 11:a på Billboards Hot Dance Club Play-lista samma månad.

## Utgåvor
7" och kassett singel
Virgin / VS 1331
1. "Pandora's Box"
2. "All She Wants Is Everything"

12" singel
Virgin / VST 1331
1. "Pandora's Box" (Constant Pressure 12" Mix)
2. "All She Wants Is Everything"
3. "Pandora's Box" (Abstract Mix)

CD singel
Virgin / VSCDT 1331
1. "Pandora's Box"
2. "All She Wants Is Everything"
3. "Pandora's Box" (Constant Pressure 12" Mix)
4. "Pandora's Box" (Diesel Fingers 12" Mix)

CD singel (Begränsad utgåva i trälåda)
Virgin / VSCDX 1331
1. "Pandora's Box"
2. "Pandora's Box" (Lost Girl Mix)
3. "Pandora's Box" (Abstract Mix)
4. "Pandora's Box" (American Venus 7" Mix)

12" singel (USA)
Virgin / 0-96338
1. "Pandora's Box" (It's A Long, Long Way) (Diesel Fingers Mix)
2. "Pandora's Box" (It's A Long, Long Way) (Abstract Mix)
3. "Pandora's Box" (It's A Long, Long Way) (Constant Pressure 12" Mix)
4. "Pandora's Box" (It's A Long, Long Way) (Prize Of Beauty Mix)
5. "Sugar Tax"

CD singel (USA)
Virgin / 2-96338
1. "Pandora's Box" (It's A Long, Long Way) (Andy McCluskey 7")
2. "Pandora's Box" (It's A Long, Long Way) (Constant Pressure 12")
3. "Sugar Tax"
4. "All She Wants Is Everything"[6]